# Нагірне (Самбірський район)
Нагі́рне — село в Україні, у Самбірському районі Львівської області. Населення становить 1080 осіб (2021). Орган місцевого самоврядування — Ралівська сільська громада. Колишня назва — Угерці Заплатинські.

## Історія
Перша письмова згадка про село датується 25 серпня (2 вересня за новим стилем) 1375 року.
В 1618-1621 рр. у селі діяла Угорцівська друкарня.
У селі проводиться щорічний лемківський етнографічний фестиваль «Лемківська Ватра».

## Населення

### Мова
Розподіл населення за рідною мовою за даними перепису 2001 року:
| Мова       | Кількість | Відсоток |
| ---------- | --------- | -------- |
| українська | 289       | 99.31%   |
| російська  | 2         | 0.69%    |
| Усього     | 291       | 100%     |